# Люлясаз
Варнкатаг (вірм. Վարնկաթաղ), Мінгрельськ (азерб. Miqrelalay) — село у Мартакертському районі Нагірно-Карабаської Республіки. Село розташоване за 1 км на північ від траси «Північ-південь», за 12 км на захід від Мартакерта, поруч із селами Магавуз, Мец шен та Мохратаг.